# فدراسیون جهانی کاراته
فدراسیون جهانی کاراته (انگلیسی: World Karate Federation) یا WKF نهاد بین‌المللی حاکم بر ورزش کاراته با ۱۹۱ کشور عضو است. این فدراسیون در سال ۱۹۹۰ تأسیس شد و تنها سازمان رسمی شناخته‌شده کاراته در کمیته بین‌المللی المپیک است و بیش از ده میلیون نفر عضو دارد. این فدراسیون(WKF)، مسابقات کاراته قهرمانی جهان را در رده سنی جوانان و بزرگسالان را برگزار می‌کند که هر یک به صورت یک سال در میان انجام می‌شوند.
رئیس فدراسیون جهانی کاراته «آنتونیو اسپینوس» است و مقر این فدراسیون در مادرید اسپانیا می‌باشد. سبک‌های شناخته‌شده توسط WKF، گوجوریو، شیتوریو، شوتوکان و وادوریو می‌باشد.

تسلیت WKF به مردم ایران برای مرگ رئیس جمهور ایران و همراهانش در سانحه سقوط بالگرد:
فدراسیون جهانی کاراته در پیامی خطاب به کیومرث هاشمی وزیر ورزش و جوانان، محمود خسروی وفا رئیس کمیته ملی المپیک و سید حسن طباطبایی رئیس فدراسیون کاراته شهادت دکتر رئیسی رئیس جمهور و همراهان وی را در سانحه سقوط بالگرد تسلیت گفت.
در نامه ارسالی آنتونیو اسپینوز رئیس فدراسیون جهانی کاراته آمده است:
«فدراسیون جهانی کاراته درگذشت رئیس جمهور ایران را در حادثه تلخ سقوط بالگرد صمیمانه تسلیت می گوید.
ایشان همواره از حامیان جدی رشته ورزشی کاراته در ایران بودند.
همچنین درگذشت وزیر امور خارجه ایران و هیات همراه رئیس جمهور را نیز تسلیت می گوئیم و مراتب همدردی خود را با خانواده این عزیزان و تمام مردم ایران اعلام می داریم.»
.

## مسابقات بین‌المللی زیر نظر WKF

### کومیته
- کومیته انفرادی - مردان و زنان
- کومیته تیمی - مردان و زنان

### کاتا
- کاتا انفرادی - مردان و زنان
- کاتا تیمی (هماهنگ) - مردان و زنان

کاتا تیمی با بونکای

## فدراسیون‌های کاراته شناخته‌شده
- فدراسیون اروپایی کاراته
- فدراسیون آسیایی کاراته
- فدراسیون کاراته آفریقا
- فدراسیون کاراته اقیانوسیه
- فدراسیون کاراته پان آمریکن